# Associazione Sportiva Pizzighettone 2007-2008
Questa voce raccoglie le informazioni riguardanti  l'Associazione Sportiva Pizzighettone nelle competizioni ufficiali della stagione 2007-2008.

## Rosa
| N. |                   | Ruolo | Calciatore           |
| -- | ----------------- | ----- | -------------------- |
|    | Italia (bandiera) | A     | Eros Bagnara         |
|    | Italia (bandiera) | C     | Fabrizio Biava       |
|    | Italia (bandiera) | A     | Marcello Campolonghi |
|    | Italia (bandiera) | D     | Simone Ciancio       |
|    | Italia (bandiera) | A     | Ignazio Cocchiere    |
|    | Italia (bandiera) | D     | Umberto Colicchio    |
|    | Italia (bandiera) | D     | Giorgio Conrotto     |
|    | Italia (bandiera) | C     | Enrico Cortese       |
|    | Italia (bandiera) | C     | Gianluca Coti        |
|    | Italia (bandiera) | C     | Marco Cuoghi         |
|    | Italia (bandiera) | C     | Fabio Cusano         |
|    | Italia (bandiera) | P     | Marco Dessena        |
|    | Italia (bandiera) | C     | Dino Giannascoli     |
|    | Italia (bandiera) | P     | Guido Gualina        |

| N. |                   | Ruolo | Calciatore         |
| -- | ----------------- | ----- | ------------------ |
|    | Italia (bandiera) | A     | Andrea Lucci       |
|    | Italia (bandiera) | D     | Gabriele Maronese  |
|    | Italia (bandiera) | D     | Giovanni Martina   |
|    | Italia (bandiera) | C     | Giovanni Parmesani |
|    | Italia (bandiera) | A     | Michele Piccolo    |
|    | Italia (bandiera) | D     | Sergio Porrini     |
|    | Italia (bandiera) | D     | Ruggero Radice     |
|    | Italia (bandiera) | D     | Stefano Rossini    |
|    | Italia (bandiera) | D     | Roberto Sabato     |
|    | Italia (bandiera) | C     | Roberto Sandrini   |
|    | Italia (bandiera) | D     | Andrea Santinelli  |
|    | Italia (bandiera) | C     | Giovanni Serrapica |
|    | Italia (bandiera) | C     | Iacopo Zagaglioni  |
|    | Italia (bandiera) | D     | Diego Zangirolami  |